# Maria Sur
Maria Sur (Zaporizja, 31 december 2004) is een Oekraïens zangeres die in Zweden woonachtig is. Ze nam deel aan Melodifestivalen 2023 en Melodifestivalen 2024.

## Biografie
Sur werd geboren in Zaporizja, Oekraïne. In 2022 deed ze mee aan Holos Krainy, de Oekraïense versie van The Voice of Holland. Als gevolg van de  
Russische invasie van Oekraïne sinds 2022 ontvluchtten Sur en haar familie Oekraïne en vestigden ze zich in Zweden. Sur kwam in contact met de Zweedse zangeres Sarah Dawn Finer, wat ertoe leidde dat Sur mocht optreden op een gala om geld op te halen voor Oekraïne in de Avicii Arena in Stockholm. Hier zong ze het nummer Survivor van Destiny's Child. Vervolgens tekende Sur een recorddeal bij Warner Music Sweden.
In 2022 deed Sur mee aan het Zweedse liedjesfestijn Melodifestivalen 2023 met het nummer Never Give Up, waarmee ze op de negende plaats eindigde. Datzelfde jaar nam ze deel aan een tour van Diggiloo langs Zweden. In 2024 deed ze opnieuw mee aan Melodifestivalen met het nummer When I'm Gone. In haar halve finale behaalde ze de tweede plaats waarmee ze zich direct plaatste voor de finale. In de finale eindigde ze op de zevende plaats met 37 punten van de jury's en 35 punten van de thuisstemmers.

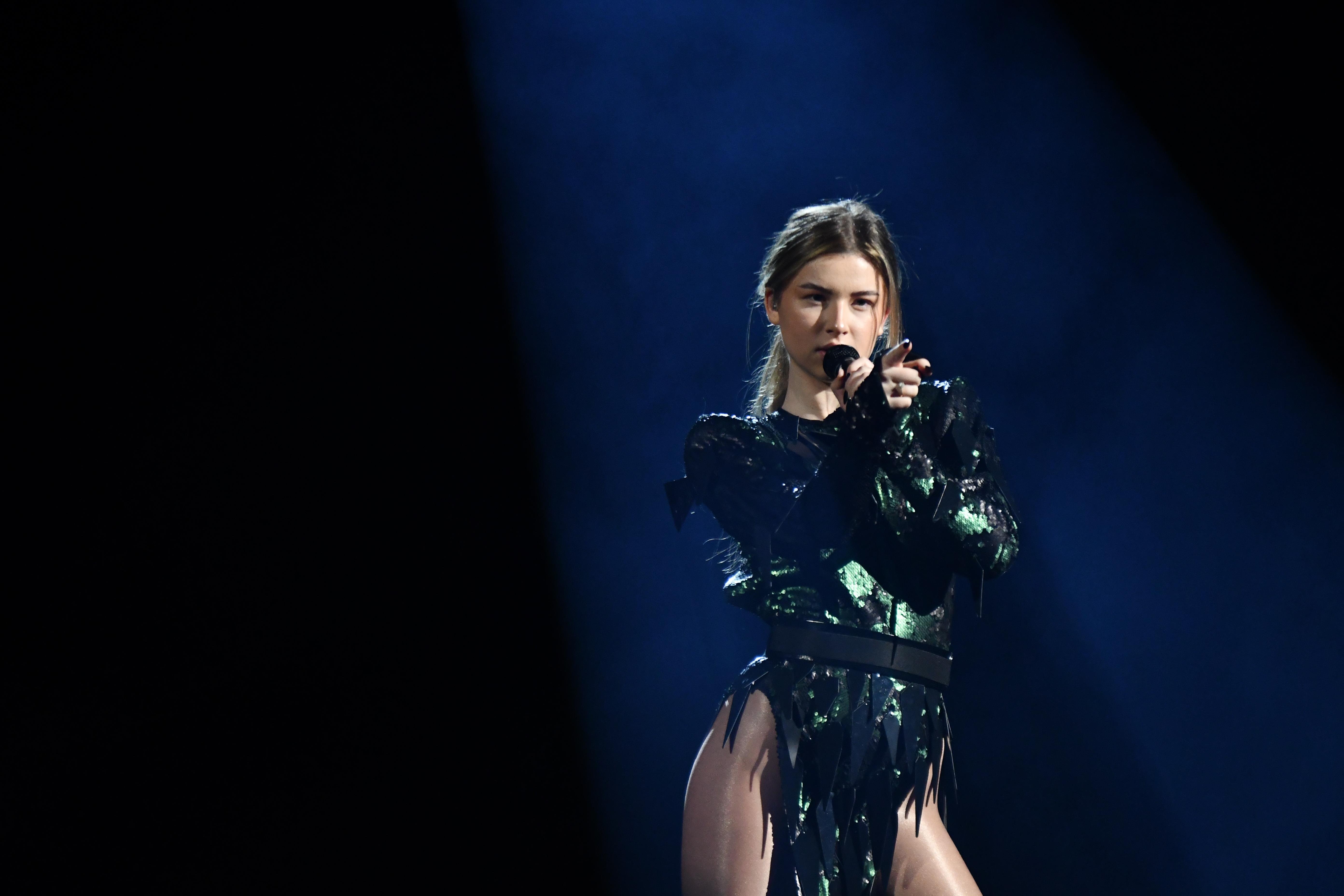
Maria Sur zingt het nummer When I'm Gone tijdens Melodifestivalen 2024

## Discografie

### Singles
- 2023: Never give up
- 2024: When I'm gone